# Santisteban del Puerto
Santisteban del Puerto is een gemeente in de Spaanse provincie Jaén in de regio Andalusië met een oppervlakte van 373 km². Santisteban del Puerto telt 4.621 inwoners (1 januari 2016).

## Geboren
- Jesús Fernández Vizcaíno (3 januari 1960), componist, muziekpedagoog en pianist

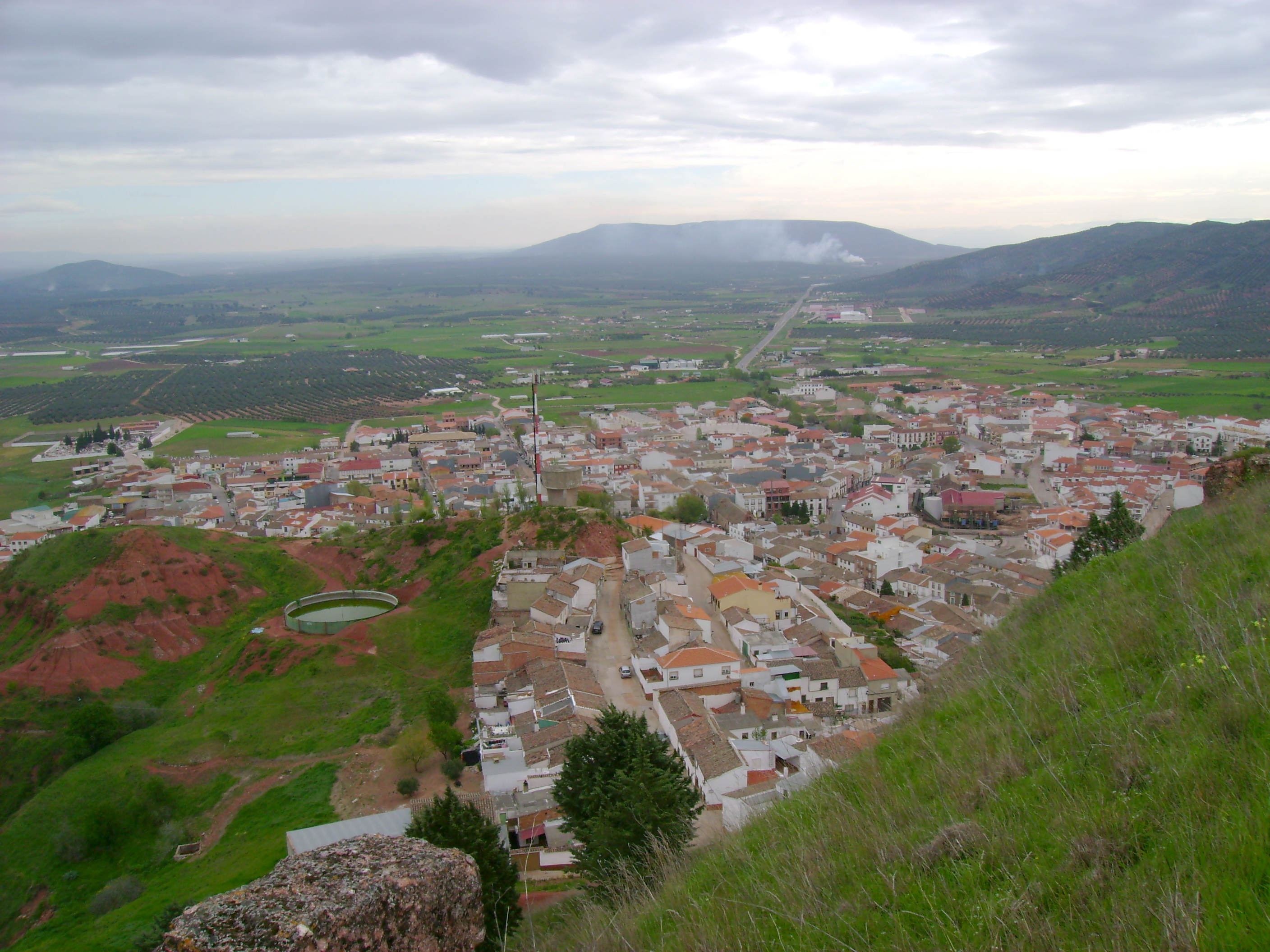
Santisteban del Puerto